# Thalictrum urbainii
Thalictrum urbainii är en ranunkelväxtart som beskrevs av Bunzo Hayata. Thalictrum urbainii ingår i släktet rutor, och familjen ranunkelväxter. Utöver nominatformen finns också underarten T. u. majus.